# Contea di Pottawatomie (Oklahoma)
La contea di Pottawatomie (in inglese Pottawatomie County) è una contea dello Stato dell'Oklahoma, negli Stati Uniti. La popolazione al censimento del 2000 era di 65 521 abitanti. Il capoluogo di contea è Shawnee.